# Troglohyphantes adjaricus
Troglohyphantes adjaricus este o specie de păianjeni din genul Troglohyphantes, familia Linyphiidae, descrisă de Tanasevitch, 1987. Conform Catalogue of Life specia Troglohyphantes adjaricus nu are subspecii cunoscute.